# Retrasib
Retrasib Sibiu este o companie specializată în producția de generatoare și alte echipamente electroenergetice din România.
Retrasib Sibiu este o societate cu capital integral privat, specializată în confecții de echipamente specifice activității de transport și distribuție a energiei electrice.
Principalii clienți ai Retrasib sunt Transelectrica, Electrica, Hidroelectrica, ABB, Siemens și Moblesource Canada.
Cifra de afaceri în 2006: 1,9 milioane euro